# Пожиле
Пожиле́ (рос. пожилое) — грошова плата, яку селянин сплачував феодалу у разі переходу до іншого землевласника (за тиждень до і тиждень після Юрієвого дня осіннього (26 листопада за старим стилем) у Московській державі у XV — початку XVII ст.
Запровадження пожилого стало одним з етапів прикріплення селян до землі. Обов'язковість виплати пожилого і його розмір встановлював Судебник 1497. Судебник 1550 встановлював розмір пожилого у залежності від терміну перебування селянина у землевласника. Царський указ від 9 березня 1607 називав пожилим штраф за переховування в себе селянина-втікача. Пожиле було поширене і на частині українських земель (Чернігово-Сіверщина), які в 1503 внаслідок литовсько-московської війни 1500-03 були захоплені Московією.